# Riga Lions
I Riga Lions sono una squadra di football americano di Riga, in Lettonia; fondati nel 2012 come Riga Mad Dogs, nel 2014 assunsero il nome Riga Lions; hanno vinto una Baltic Sea League.

## Dettaglio stagioni

### Amichevoli
| Stagione | Vin | Par | Per | Tot | PF | PS | avversaria   |
| -------- | --- | --- | --- | --- | -- | -- | ------------ |
| 2018     | 1   | 0   | 0   | 1   | 1  | 0  | Kaunas Dukes |
| Totale   | 1   | 0   | 0   | 1   | 1  | 0  |              |

### Tornei internazionali

#### Baltic League/Baltic Sea League
| Stagione | regular season | regular season | regular season | regular season | regular season | regular season | playoff | playoff | playoff | playoff | playoff | playoff      | playoff      |
|          | Vin            | Par            | Per            | Tot            | PF             | PS             | Vin     | Per     | Tot     | PF      | PS      | risultato    | avversaria   |
| -------- | -------------- | -------------- | -------------- | -------------- | -------------- | -------------- | ------- | ------- | ------- | ------- | ------- | ------------ | ------------ |
| 2013     | 3              | 0              | 1              | 4              | 116            | 20             | 0       | 1       | 1       | 0       | 13      | Baltic Bowl  | Tartu Titans |
| 2015     | 2              | 0              | 2              | 4              | 60             | 92             | 2       | 0       | 2       | 68      | 27      | Campioni     | Tartu Titans |
| 2016     | -              | -              | -              | -              | -              | -              | 0       | 2       | 2       | 12      | 52      | Quarto posto | Kozły Poznań |
| 2018     | 2              | 0              | 1              | 3              | 132            | 54             | 1       | 0       | 1       | 28      | 20      | Campioni     | Estonia      |
| Totale   | 7              | 0              | 4              | 11             | 308            | 166            | 3       | 3       | 6       | 108     | 112     |              |              |

Fonti: Enciclopedia del Football - A cura di Roberto Mezzetti

## Palmarès
- 2 Baltic Bowl (2013, 2018)